# Sciara vulgaris
Sciara vulgaris är en tvåvingeart som först beskrevs av Fitch 1856.  Sciara vulgaris ingår i släktet Sciara och familjen sorgmyggor. Inga underarter finns listade i Catalogue of Life.